# Pierre Mertens (escritor)
Pierre Mertens, (Watermael-Boitsfort, 9 de outubro de 1939 – 19 de janeiro de 2025) foi um escritor belga de expressão francesa. Fez parte da Academia Belga de Letras.
Mertens morreu no dia 19 de janeiro de 2025, aos 85 anos.

## Obras
- 1969 - L’Inde ou l’Amérique
- 1970 - Le Niveau de la mer
- 1974 - L’Imprescriptibilité des crimes de guerre et contre *l’humanité
- 1974 - Les Bons offices
- 1978 - Terre d’asile
- 1979 - Nécrologies
- 1983 - La Fête des anciens
- 1983 - Terreurs
- 1984 - Perdre
- 1986 - Berlim
- 1987 - Les éblouissements (traduzido para o Brasil como "As duas vidas de Gottfried Benn")
- 1989 - Uwe Johnson, le scripteur de murs
- 1989 - L’Agent double
- 1990 - Lettres clandestines
- 1990 - Les Chutes centrales
- 1991 - Les Phoques de San Francisco
- 1993 - Flammes
- 1995 - Une paix royale
- 1995 - Collision et autres nouvelles
- 1999 - Tout est feu
- 2001 - Perasma

1. ↑  Belga, Belga (19 de janeiro de 2025). «L'écrivain belge Pierre Mertens est décédé». DHnet (em francês). Consultado em 19 de janeiro de 2025